# Lepus insularis
Lepus insularis е вид бозайник от семейство Зайцови (Leporidae). Видът е почти застрашен от изчезване.

## Разпространение
Разпространен е в Мексико (Южна Долна Калифорния).